# Ngum a jemea, ou la foi inébranlable de Rudolf Dualla Manga Bell
 (avril 2025).
La mise en forme du texte ne suit pas les recommandations de Wikipédia : il faut le « wikifier ».
Les points d'amélioration suivants sont les cas les plus fréquents. Le détail des points à revoir est peut-être précisé sur la page de discussion.
- Les titres sont pré-formatés par le logiciel. Ils ne sont ni en capitales, ni en gras.
- Le texte ne doit pas être écrit en capitales (les noms de famille non plus), ni en gras, ni en italique, ni en « petit »…
- Le gras n'est utilisé que pour surligner le titre de l'article dans l'introduction, une seule fois.
- L'italique est rarement utilisé : mots en langue étrangère, titres d'œuvres, noms de bateaux, etc.
- Les citations ne sont pas en italique mais en corps de texte normal. Elles sont entourées par des guillemets français : « et ».
- Les listes à puces sont à éviter, des paragraphes rédigés étant largement préférés. Les tableaux sont à réserver à la présentation de données structurées (résultats, etc.).
- Les appels de note de bas de page (petits chiffres en exposant, introduits par l'outil «  Source ») sont à placer entre la fin de phrase et le point final[comme ça].
- Les liens internes (vers d'autres articles de Wikipédia) sont à choisir avec parcimonie. Créez des liens vers des articles approfondissant le sujet. Les termes génériques sans rapport avec le sujet sont à éviter, ainsi que les répétitions de liens vers un même terme.
- Les liens externes sont à placer uniquement dans une section « Liens externes », à la fin de l'article. Ces liens sont à choisir avec parcimonie suivant les règles définies. Si un lien sert de source à l'article, son insertion dans le texte est à faire par les notes de bas de page.
- La présentation des références doit suivre les conventions bibliographiques. Il est recommandé d'utiliser les modèles {{Ouvrage}}, {{Chapitre}}, {{Article}}, {{Lien web}} et/ou {{Bibliographie}}. Le mode d'édition visuel peut mettre en forme automatiquement les références.
- Insérer une infobox (cadre d'informations à droite) n'est pas obligatoire pour parachever la mise en page.

Pour une aide détaillée, merci de consulter Aide:Wikification.
Si vous pensez que ces points ont été résolus, vous pouvez retirer ce bandeau et améliorer la mise en forme d'un autre article.
 (avril 2025).
Améliorez-le ou discutez des points à vérifier. 
Ngum a jemea, ou la foi inébranlable de Rudolf Dualla Manga Bell est une œuvre de David Mbanga Eyombwan qui retrace la vie de Rudolf Douala Manga Bell, une figure historique du Cameroun. Le livre met en avant son parcours, ses actions et son engagement dans un contexte colonial marqué par des tensions politiques et culturelles.

## Résumé
L’ouvrage relate l’histoire de Rudolf Douala Manga Bell, chef traditionnel et acteur de la résistance face à la colonisation allemande. Après avoir effectué ses études en Allemagne, il est intronisé chef supérieur et se retrouve confronté à la domination coloniale. L’auteur explore plusieurs thématiques, notamment la résilience et la foi, en montrant comment Rudolf cherche à mobiliser les autres chefs de canton pour s’opposer aux décisions administratives allemandes. L'œuvre met également en avant des aspects culturels et spirituels liés à cette résistance. Le récit se conclut par la condamnation et l'exécution par pendaison de Rudolf Douala Manga Bell en 1914.

## Contexte historique
Le livre s’inscrit dans un contexte de réflexion sur l’histoire du Cameroun et les résistances face à la colonisation. Il s’aligne sur une tradition littéraire camerounaise qui mêle récits historiques, enjeux sociopolitiques et dimensions culturelles. L’ouvrage aborde aussi des questions relatives à la transmission des valeurs et aux influences de la foi dans un cadre de lutte et d’engagement politique.

## Thèmes principaux
- La foi et la résilience
- La colonisation et la résistance camerounaise
- L'identité culturelle et nationale

## Réception et influence
L'ouvrage de Rudolf a été bien accueilli par les lecteurs et les critiques littéraires. L'œuvre est considérée comme une contribution significative à la littérature camerounaise contemporaine, en particulier pour sa capacité à traiter des sujets universels tout en restant ancrée dans la réalité camerounaise. Elle est souvent étudiée dans les écoles et les universités pour sa profondeur et sa pertinence culturelle. La grande figure du nationalisme camerounais est enfin portée sur la scène ! Les livres d’histoire lus par de nombreuses générations révèlent ses exploits, son courage et sa bravoure. Mais peu sont les Camerounais qui connaissent de bout en bout la vie de Rudolf Douala Manga Bell. Cet 'emblème' de l’histoire du Cameroun a failli faire l´objet d´un film il y a plus d’une décennie. Le cinéaste et acteur camerouno-canadien Maka Kotto avait présenté un projet de film sur Douala Manga au ministère camerounais de la Culture, mais sans éveiller l´intérêt nécessaire. Cette fois-ci, le pari est gagné ! Le ministre des Relations extérieures, Laurent Esso, a initié ce projet de création pour faire revivre au grand public l’histoire du prince Sawa,.